# Quecksilbervergiftung
Eine Quecksilbervergiftung (Merkurialismus) ist eine Vergiftung mit dem giftigen Schwermetall Quecksilber, etwa in Form von Sublimat (HgCl2), Quecksilbercyanid (Hg(CN)2) oder Quecksilberoxycyanat (Hg(CN)2 + HgO). Die Vergiftung wird durch die direkte Aufnahme der Dämpfe des Quecksilbers hervorgerufen. Man spricht dabei von einer akuten Vergiftung. Auch chronische Vergiftungen sind möglich, wenn man über längere Zeit geringen Mengen ausgesetzt ist (Minamata-Krankheit).
Quecksilber ist bei Raumtemperatur und normalem Druck flüssig und in diesem Aggregatzustand noch relativ ungefährlich. Bei Raumtemperatur verdunstet flüssiges Quecksilber jedoch langsam und bildet giftige Dämpfe. Besonders toxisch sind organische Verbindungen des Quecksilbers, insbesondere Methylquecksilber, das z. B. im Organismus von Fischen aus Quecksilber gebildet wird.

## Quecksilber-Emissionsquellen
Mit geringen Mengen Quecksilber kann man in Privathaushalten beim Zerbrechen von quecksilberhaltigen Thermometern und Kompaktleuchtstofflampen in Kontakt kommen.
Eine kurzzeitige erhöhte Quecksilberdampf-Exposition entsteht beim hochtourigen, ungeschützten Ausbohren von Zahnamalgam; hier ist Schutz durch eine über den Rachen gelegte Latexmembran in Verbindung mit einer Absaugung möglich. Klinisch intakte Amalgamfüllungen sollen daher nicht entfernt werden. Amalgamfüllungen selbst stehen nach Ansicht der Bundeszahnärztekammer hier nicht in einem ursächlichen Zusammenhang. Ein von Amalgam ausgehendes Gesundheitsrisiko ließ sich nicht feststellen.
Quecksilber wird in der Goldgewinnung (Amalgamverfahren) eingesetzt und in großen Mengen in Kleinminen und beim Goldwaschen freigesetzt, z. B. im Amazonasgebiet von Brasilien und Peru.
Weitere große Quecksilber-Emissionsquellen sind Verbrennungs- und Schmelzprozesse, vor allem Zementöfen, Kupfer-/Blei-/Zinkhütten und die Müllverbrennung (vgl. UN-Minamata-Konvention zur Quecksilberminderung). Auch bei der Verbrennung von Kohle und bei der Förderung von Erdgas wird Quecksilber freigesetzt.

## Wirkung des Quecksilbers auf den Organismus
Im Mittelalter wurde flüssiges Quecksilber zur Behandlung von Darmverschlüssen verwendet. Die Resorptionsrate ist extrem niedrig (zwischen 0,001 und 0,01 Prozent). Deutlich problematischer sind Quecksilberdämpfe mit Resorptionsraten im Bereich von 1 Prozent; sie sind im Gegensatz zu dem
flüssigen Quecksilber giftig.
Weitaus gefährlicher sind dagegen Quecksilber-Ionen (Hg2+-Ionen) und organische Verbindungen von Quecksilber. Weiterhin macht diese Verbindungen gefährlich, dass sie die Blut-Hirn-Schranke überwinden können. Am bekanntesten sind Mono-Methylquecksilber und Di-Methylquecksilber mit einer mittleren letalen Dosis von 30 mg/kg und 1 mg/kg.
In die Blutlaufbahn gelangt, können diese Ionen dann auf verschiedene Art toxische Wirkung entfalten. Hierzu zählt zum Beispiel die Methylierung von Quecksilber durch Methyltransferasen. Hierdurch schädigt sich der Organismus selbst, indem er ein starkes Gift aufbaut (Dimethylquecksilber), das zudem besser durch Membranen transportiert werden kann als Quecksilber selbst. Dadurch ist eine schnelle Ausbreitung im Körper möglich.
Zudem besitzen Quecksilber-Ionen eine hohe Affinität zu Schwefel, der vor allem in Proteinen vorkommt. Quecksilber zerstört Proteine durch Wechselwirkungen mit deren Schwefelatomen, so spaltet es Disulfidbrücken auf, die für den komplexen Bau und damit die Funktion der Proteine unverzichtbar sind. Besonders Nervengewebe ist von letzterer Interaktion stark betroffen, woraus sich die unten genannten Symptome (Störung der ZNS-Funktion) ergeben.

## Richtwerte des deutschen Umweltbundesamtes für Quecksilber in der Innenraumluft
| Richtwert II (ng/m³) | Richtwert I (ng/m³) |
| -------------------- | ------------------- |
| 350                  | 35                  |

Innenraumluftrichtwerte für einzelne Stoffe erarbeitet eine Ad-hoc-Arbeitsgruppe, die aus Mitgliedern der Innenraumlufthygiene-Kommission (IRK) beim deutschen Umweltbundesamt sowie der Arbeitsgemeinschaft der Obersten Landesgesundheitsbehörden (AOLG) besteht. Zwei Richtwertkategorien werden unterschieden:
- Richtwert II (RW II) ist ein wirkungsbezogener Wert, der sich auf die gegenwärtigen toxikologischen und epidemiologischen Kenntnisse zur Wirkungsschwelle eines Stoffes unter Einführung von Unsicherheitsfaktoren stützt. Er stellt die Konzentration eines Stoffes dar, bei deren Erreichen beziehungsweise Überschreiten unverzüglich zu handeln ist. Diese höhere Konzentration kann besonders für empfindliche Personen bei Daueraufenthalt in den Räumen eine gesundheitliche Gefährdung sein. Je nach Wirkungsweise des Stoffes kann der Richtwert II als Kurzzeitwert (RW II K) oder Langzeitwert (RW II L) definiert sein.
- Richtwert I (RW I - Vorsorgerichtwert) beschreibt die Konzentration eines Stoffes in der Innenraumluft, bei der bei einer Einzelstoffbetrachtung nach gegenwärtigem Erkenntnisstand auch dann keine gesundheitliche Beeinträchtigung zu erwarten ist, wenn ein Mensch diesem Stoff lebenslang ausgesetzt ist. Eine Überschreitung ist allerdings mit einer über das übliche Maß hinausgehenden, unerwünschten Belastung verbunden. Aus Gründen der Vorsorge sollte auch im Konzentrationsbereich zwischen Richtwert I und II gehandelt werden, sei es durch technische und bauliche Maßnahmen am Gebäude (handeln muss in diesem Fall der Gebäudebetreiber) oder durch verändertes Nutzerverhalten. Richtwert I kann als Zielwert bei der Sanierung dienen.

## Akute Vergiftung
Akute Vergiftungen an Schwermetallen sind meist auf Unfälle zurückzuführen. Auf der ganzen Welt sind bisher nur etwa zehn Fälle einer akuten tödlichen Quecksilbervergiftung bekannt geworden. Die Opfer waren in quecksilberhaltigen Tanks oder standen unter ungünstigen Bedingungen neben heißem Quecksilber. Ein berühmtes Beispiel für eine akute Vergiftung mit Dimethylquecksilber ist die US-amerikanische Forscherin Karen Wetterhahn. Bei ihr traten die ersten Symptome Monate nach dem Arbeitsunfall auf, an den sie sich erst dann erinnerte. Ein knappes Jahr später verstarb sie an den Folgen. Ein zunächst rätselhafter Fall einer akuten Vergiftung mit Methylquecksilber in Deutschland im Jahr 2016 erwies sich als Kriminalfall.
Ein weiterer Fall aus dem Jahr 2011 wurde am 24. August 2022 in der Sendung Aktenzeichen XY … ungelöst vorgestellt. Ein 40-jähriger Mann starb 10 Monate nach der Vergiftung durch eine Spritze an den Folgen.
Die ersten Symptome einer akuten Vergiftung sind:
- Kopfschmerzen
- Übelkeit
- Schwindel
- trockener Mund-Rachen-Raum[24]

Es muss sofort ein Arzt aufgesucht werden, da die Schäden meist irreparabel sind, wenn nicht sofort Gegenmaßnahmen ergriffen werden. Als tödlich wird eine Menge von 150 bis 300 mg angesehen. Langzeitschäden sind oft Nieren- und Leberschäden.
Eine akute kurzzeitige Quecksilberexposition ist unter den Bedingungen eines in der Wohnung zerbrochenen quecksilberhaltigen Thermometers oder einer Energiesparlampe gesundheitlich nicht besorgniserregend. Bei einem zerbrochenen Quecksilberthermometer dürfte die Menge der austretenden Dämpfe zu gering sein, um akute oder chronische Vergiftungserscheinungen zu verursachen. Aus dem für Kompaktleuchtstofflampen verwendeten festen Quecksilber-Amalgam wird zudem nur zirka ein Zehntel im Vergleich zu flüssigem Quecksilber freigesetzt. Auch die Behörden sehen keine Gefährdungen durch akute, sondern nur durch chronische, also dauernde Expositionen. Die alternativen LED-Lampen setzen bei einer Zerstörung kein Quecksilber frei.
Aufbauend auf umfangreiche Sicherheitsuntersuchungen für die mit 20.000 kg Quecksilber betriebene Spallationsneutronenquelle SNS in den USA hat die amerikanische Umweltbehörde EPA 2010 erstmals Richtwerte (Acute exposure guideline level AEGL) für akute Vergiftungen mit Quecksilberdampf veröffentlicht.

## Chronische Vergiftung
Wesentlich häufiger sind chronische Vergiftungen durch geringe Dosen Quecksilber, das über die Nahrung aufgenommen wird (Minamata-Krankheit). Wird Quecksilber in einem geschlossenen Raum verschüttet, so kann es versickern und noch lange giftige Dämpfe bilden.
Als eines der historisch bekanntesten Beispiele für chronische Vergiftung mit Quecksilber gilt die slowenische Stadt Idrija, wo einst die weltweit zweitgrößte Quecksilbermine stand. Schon der berühmte Arzt Paracelsus berichtete im Jahre 1527 von der kranken Bevölkerung „seht ein Beispiel in Idria; all die da wohnen sind krumm und lahm.“ Die Lage besserte sich erst Ende des 18. Jahrhunderts durch verbesserte Verarbeitungsverfahren. Die Schließung erfolgte Ende des 20. Jahrhunderts.
Im 18. Jahrhundert traten chronische Vergiftungen bei einigen Berufsgruppen auf, die häufigen Umgang mit Quecksilber- und Quecksilbersalzen hatten (→ „Hutmachersyndrom“). Zu dieser Zeit wurden noch viele und oft angewendete quecksilberhaltige Arzneimittel hergestellt.
Preußen und Bayern erließen 1889 Vorschriften zur Produktion von Quecksilberspiegeln, durch die Arbeiter vor chronischen Vergiftungen geschützt werden sollten. Ein berühmtes Beispiel für eine chronische Vergiftung ist der deutsche Chemiker Alfred Stock, der in seinem Labor sehr viel anorganisches Quecksilber hatte. Mit einem Artikel über Die Gefährlichkeit des Quecksilberdampfes löste er in den 1920er Jahren einen „polemischen Schlagabtausch konträr gesinnter Wissenschaftler“ aus.
Nach Unfällen (zum Beispiel mit alten Fieberthermometern mit Quecksilber, zerbrochenen Leuchtstofflampen oder Energiesparlampen) oder durch Bleichmittel kommt es in der Regel nur zu einmaligen oder kurzzeitigen Expositionen. Nur bei regelmäßiger Exposition können chronische Vergiftungen hervorgerufen werden.
Fundstellen von Quecksilber im menschlichen Körper:
- Gebiss (Zähne, Wurzeln, Kieferknochen)
- Rückenmark
- Gehirn (Psellismus mercurialis)
- Innere Organe
- Nervenbahnen
- Blut
- Urin und Stuhl
- Muttermilch

Bei Schwangeren geht Quecksilber über die Nabelvene auf den Fötus über. In Minamata kamen viele Säuglinge mit Behinderungen auf die Welt, nachdem ihre Mütter mit Methylquecksilber belasteten Fisch verzehrt hatten. Der Konsum von Seefisch erhöht die Quecksilberbelastung des Fötus. Die Auswirkungen geringer Exposition durch Fischkonsum sind unklar.
Auch niedrige Dosen Quecksilber gelangen in den Fötus, wenn die Mutter Amalgamfüllungen trägt. Die Menge des Quecksilbers in Nabelschnurblut und Kindergehirnen korreliert mit der Anzahl der Amalgamfüllungen der Mütter. Die Konzentration liegt aber deutlich unterhalb neurodegenerativer Grenzwerte. Anhaltspunkte für eine Schädigung des Fötus durch eine Quecksilberfreisetzung aus Amalgam sind nicht bekannt.
Vor allem bei Rindern ruft eine chronische Quecksilbervergiftung eine katarrhalische bis ulzerative Maulhöhlenschleimhautentzündung (Stomatitis mercurialis) hervor.

## Therapie der Quecksilbervergiftung
Eine Vergiftung mit Quecksilber wird mit einem Antidot („Gegengift“) behandelt. Zum Einsatz kommen sogenannte Komplexbildner, also Substanzen, die einen Metallkomplex mit dem Quecksilber als Zentralatom eingehen. Diese Komplexe können von der Niere erheblich leichter aus dem Blut filtriert werden. Es werden vor allem die besser wasserlösliche Dimercaptopropansulfonsäure (DMPS) und (manchmal bei zerebralem Befall) die Dimercaptobernsteinsäure (DMSA) eingesetzt. Diese beiden Substanzen besitzen zwei benachbarte Sulfhydryl-Gruppen (-SH), die mit dem Quecksilberatom stabile Chelatkomplexe bilden.
Bei Methylquecksilber-Vergiftungen ist Acetylcystein (NAC) im Tierversuch wirksam. Es greift im Gegensatz zu den Chelatbildnern DMPS und DMSA nicht in den Mineralienhaushalt ein. Es hat keine Wirkung gegen anorganisches Quecksilber, die Anwendung wird von Fachgesellschaften nicht empfohlen.
Der Gebrauch von Mineralstoffen zur Quecksilberausleitung ist medizinisch nicht etabliert. Für die Anwendung von Zink als Antidot der Quecksilbervergiftung existiert kein eindeutiger Nachweis eines medizinischen Vorteils. Selen vermindert (zugeführt als Na-Selenit im Tierversuch) die Effektivität der Antidote DMSA und DMPS, aber insgesamt fehlen die Belege für einen Nutzen beim Menschen beim Einsatz gegen eine Quecksilbervergiftung. Selen ist jedoch notwendig für die körpereigenen Verteidigungsmechanismen: „Ein Schlüsselelement der zellulären Verteidigungsmechanismen ist die Verfügbarkeit von Selen sowie von SH-Gruppen, die Quecksilber chelieren können“.